# Xavier Bichat
Marie François Xavier Bichat (14 de novembro de 1771 – 22 de julho de 1802) foi um anatomista e patologista francês, conhecido como o pai da histologia moderna. Embora ele tenha trabalhado sem o uso de um microscópio, Bichat distinguiu 21 tipos de tecidos elementares a partir dos quais os órgãos do corpo humano são compostos. Ele também foi "o primeiro a propor que o tecido é um elemento central na anatomia humana, considerando os órgãos como coleções de tecidos muitas vezes díspares, em vez de entidades em si mesmas".
Embora Bichat fosse "pouco conhecido fora do mundo médico francês" no momento de sua morte precoce, quarenta anos depois "seu sistema de histologia e anatomia patológica havia conquistado tanto o mundo médico francês quanto o inglês". A teoria dos tecidos de Bichat foi "amplamente instrumental na ascensão dos médicos hospitalares" em oposição à terapia empírica, pois "as doenças passaram a ser definidas em termos de lesãos específicas em vários tecidos, o que possibilitava uma classificação e uma lista de diagnósticos".

## Primeiros anos e formação
Bichat nasceu em Thoirette, na Franche-Comté. Seu pai era Jean-Baptiste Bichat, um médico que estudou em Montpellier e foi seu primeiro instrutor. Sua mãe era Jeanne-Rose Bichat, esposa e prima de seu pai. Ele era o mais velho de quatro filhos. Ingressou no colégio de Nantua, e mais tarde estudou em Lyon. Ele progrediu rapidamente em matemática e nas ciências físicas, mas decidiu se dedicar ao estudo de anatomia e cirurgia sob a orientação de Marc-Antoine Petit (1766–1811), cirurgião-chefe do Hôtel-Dieu de Lyon.
No início de setembro de 1793, Bichat foi designado para servir como cirurgião no Exército dos Alpes, atuando sob as ordens do cirurgião Buget no hospital de Bourg. Ele retornou para casa em março de 1794, e mudou-se para Paris, onde se tornou aluno de Pierre-Joseph Desault no Hôtel-Dieu, "que ficou tão impressionado com seu talento que o acolheu em sua casa e o tratou como filho adotivo". Bichat colaborou ativamente nos trabalhos de Desault enquanto realizava suas próprias pesquisas em anatomia e fisiologia.

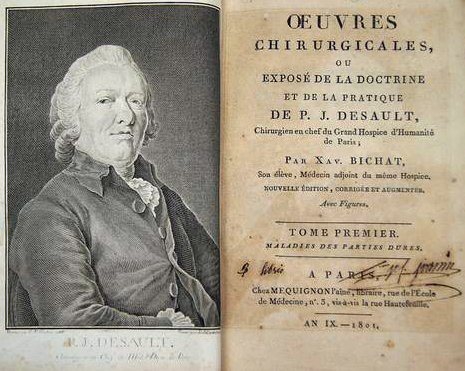
Retrato de Pierre-Joseph Desault (à esquerda) e página de título das Obras Cirúrgicas de Desault de Bichat, 2ª ed. (à direita)

A morte súbita de Desault em 1795 foi um golpe severo para Bichat. Sua primeira tarefa foi cumprir as obrigações que devia ao seu benfeitor, contribuindo para o sustento da viúva e do filho de Desault e completando o quarto volume do Journal de Chirurgie de Desault, publicado no ano seguinte. Em 1796, ele e outros colegas fundaram formalmente a Société Médicale d'Émulation, que oferecia uma plataforma intelectual para debater problemas médicos.

## Aulas e pesquisas
Em 1797, Bichat iniciou um curso de demonstrações anatômicas, cujo sucesso o incentivou a ampliar o escopo das aulas e a anunciar um curso de cirurgia operatória. Ao mesmo tempo, ele trabalhou para compilar e organizar em um único corpo as doutrinas cirúrgicas que Desault havia publicado em várias obras periódicas; dessas obras ele produziu Œuvres chirurgicales de Desault, ou tableau de sa doctrine, et de sa pratique dans le traitement des maladies externes (1798–1799), obra na qual, embora professe apenas expor as ideias de outro, as desenvolve "com a clareza de quem domina o assunto".

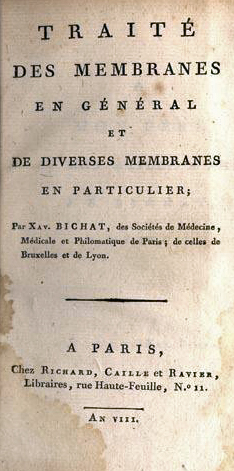
Página de título de Traité des membranes

Em 1798, ele ofereceu um curso separado de fisiologia. Um ataque grave de hemoptise interrompeu temporariamente suas atividades; mas tão logo o perigo passou, ele voltou a se engajar com o mesmo vigor. O próximo livro de Bichat, Traité des membranes (Tratado das Membranas), incluiu sua doutrina da patologia tecidual com a distinção de 21 tipos diferentes de tecidos. Como afirma A. S. Weber,
Assim que foi publicado (janeiro e fevereiro de 1800), foi considerado um texto básico e clássico. Foi citado em uma infinidade de outras obras, e quase todos os pensadores o incluíram com honra em suas bibliotecas.
Seu próximo trabalho, Recherches physiologiques sur la vie et la mort (Pesquisas Fisiológicas sobre a Vida e a Morte, 1800), foi seguido rapidamente por Anatomie générale (1801) em quatro volumes, obra que contém os frutos de suas pesquisas mais profundas e originais. Ele iniciou outro trabalho intitulado Anatomie descriptive (1801–1803), no qual os órgãos foram organizados conforme sua peculiar classificação de funções, mas viveu para publicar apenas os dois primeiros volumes.

## Últimos anos e morte

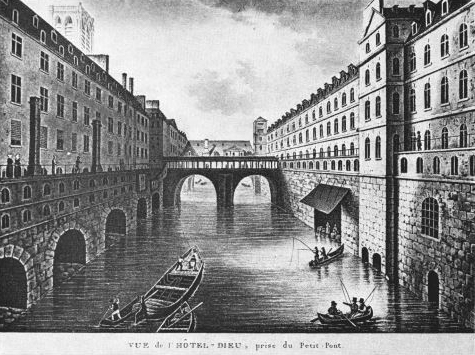
O Hôtel-Dieu de Paris (desenho c. 1830)

Em 1800, Bichat foi nomeado médico do Hôtel-Dieu. "Ele se engajou em uma série de exames, com o objetivo de determinar as alterações induzidas nos diversos órgãos pela doença, e em menos de seis meses abriu mais de seiscentos corpos. Ele também pretendia determinar com mais precisão do que havia sido tentado anteriormente os efeitos dos agentes terapêuticos e instituiu uma série de experimentos diretos que geraram uma vasta quantidade de material valioso. No final de sua vida, também se dedicava a uma nova classificação de doenças."

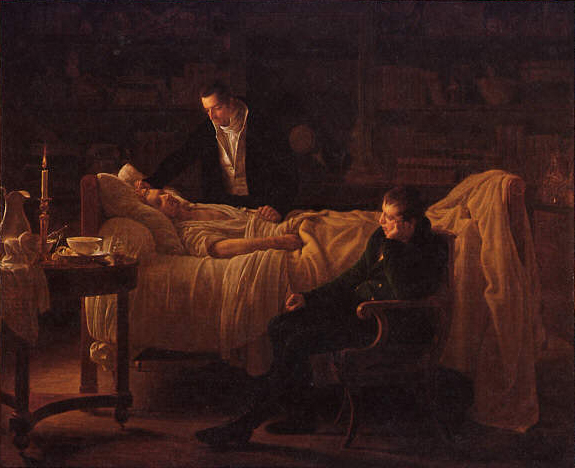
A Morte de Xavier Bichat (assistido por Pierre-Jean-Baptiste Esparron e Philibert Joseph Roux) por Louis Hersent (Salão de 1817)

Em 8 de julho de 1802, Bichat desmaiou ao descer uma escada no Hôtel-Dieu. Ele passara muito tempo examinando uma pele macerada, "da qual, evidentemente, exalavam emanações pútridas", durante o que provavelmente contraiu febre tifoide; "no dia seguinte, ele reclamou de uma forte dor de cabeça; naquela noite, aplicaram sanguessugas atrás de suas orelhas; no dia 10, tomou um emético; no dia 15, entrou em coma e começou a ter convulsões". Bichat morreu em 22 de julho, aos 30 anos.
Jean-Nicolas Corvisart escreveu ao primeiro cônsul Napoleão Bonaparte:
| Bichat vient de mourir sur un champ de bataille qui compte aussi plus d'une victime; personne en si peu de temps n'a fait tant de choses et si bien. | Bichat caiu em um campo de batalha que conta com muitas vítimas; ninguém fez ao mesmo tempo tanto e tão bem. |

Dez dias depois, o governo francês fez com que seu nome, junto com o de Desault, fosse inscrito em uma placa memorial no Hôtel-Dieu.

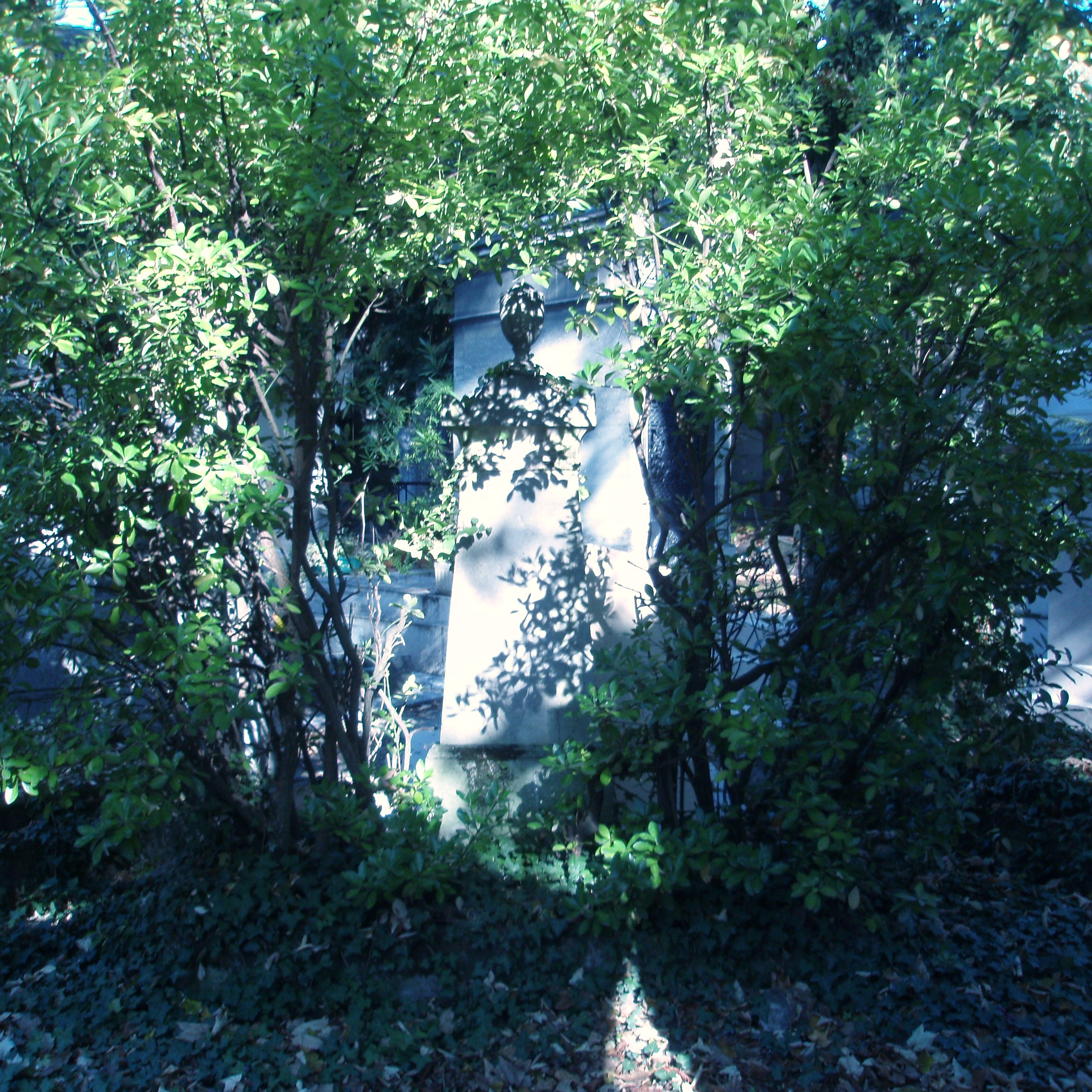
Túmulo de Bichat no Cemitério do Père-Lachaise

Bichat foi enterrado inicialmente no Cemitério de Sainte-Catherine. Com o fechamento deste, seus restos foram transferidos para o Cemitério do Père-Lachaise em 16 de novembro de 1845, seguido por "um cortejo de mais de duas mil pessoas" após uma cerimônia fúnebre em Notre-Dame.